# Paredón 1.ª Sección
Paredón 1.ª Sección es una localidad del municipio de Huimanguillo ubicado en la subregión de La Chontalpa del estado mexicano de Tabasco.

## Geografía
La localidad de Paredón 1.ª Sección se sitúa en las coordenadas geográficas 17°44′58″N 93°24′06″O / 17.749444, -93.401667, a una elevación de 30 metros sobre el nivel del mar.

## Demografía
Según el Conteo de Población y Vivienda 2020, efectuado por el Instituto Nacional de Estadística y Geografía, la localidad de Paredón 1.ª Sección tiene 580 habitantes, de los cuales 282 son del sexo masculino y 298 del sexo femenino. Su tasa de fecundidad es de 2.39 hijos por mujer y tiene 182 viviendas particulares habitadas.
| Gráfica de evolución demográfica de Paredón 1.ª Sección entre 1910 y 2020 |
|                                                                           |
| INEGI.                                                                    |